# Villa romaine de Almenara-Puras
La villa romaine de Almenara-Puras est un site situé sur les territoires des communes d'Almenara de Adaja et de Puras, dans la province espagnole de Valladolid, à la limite de la province de Ségovie, dans la communauté de Castille-et-León. Ce sont les vestiges d'une villa romaine du IVe siècle, avec de nombreuses mosaïques restées intactes jusqu'à aujourd'hui. Les installations comprennent les vestiges de la villa, une réplique à l'échelle un d'une maison semblable de la même époque, ainsi qu'un musée appelé Museo de las Villas Romanas (musée des villas romaines).  L'Université de Valladolid et la députation provinciale de Valladolid sont responsables des installations.

## Histoire et description de la villa

### Les mosaïques

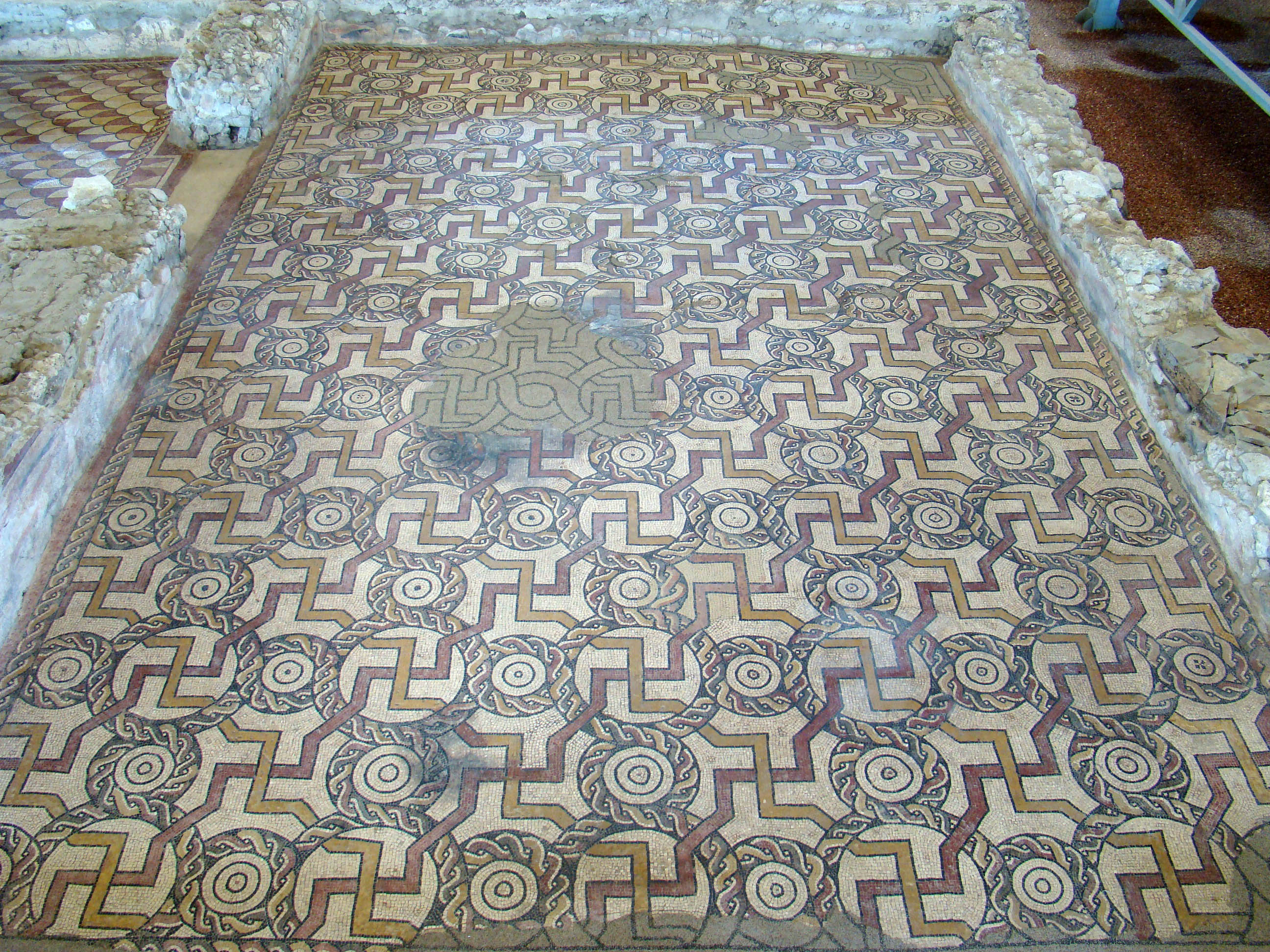
Mosaïque où on peut observer la tâche laissée par un feu au moment de l'abandon de la villa.
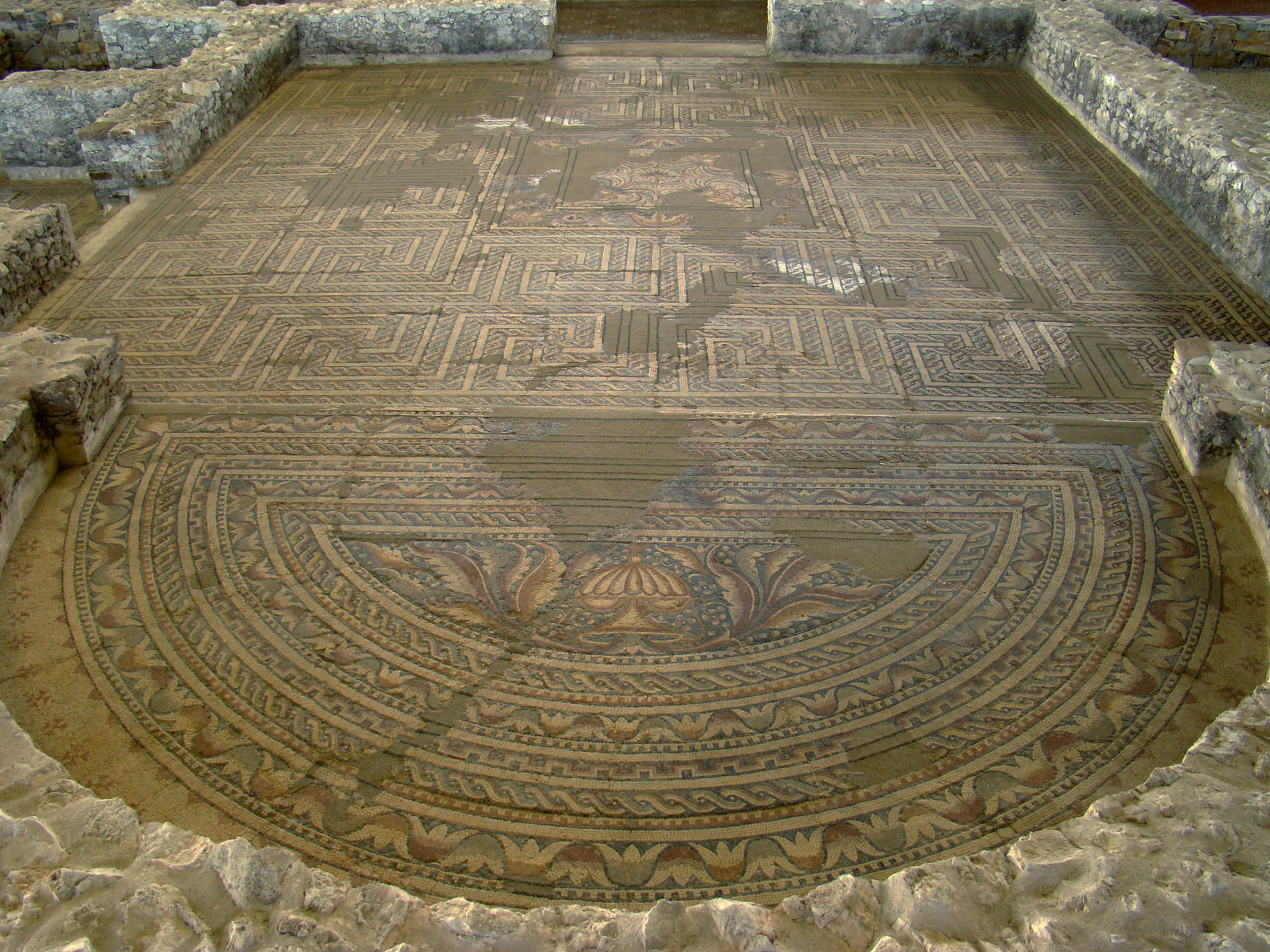
Mosaïque du cratère dans la salle à manger des invités.
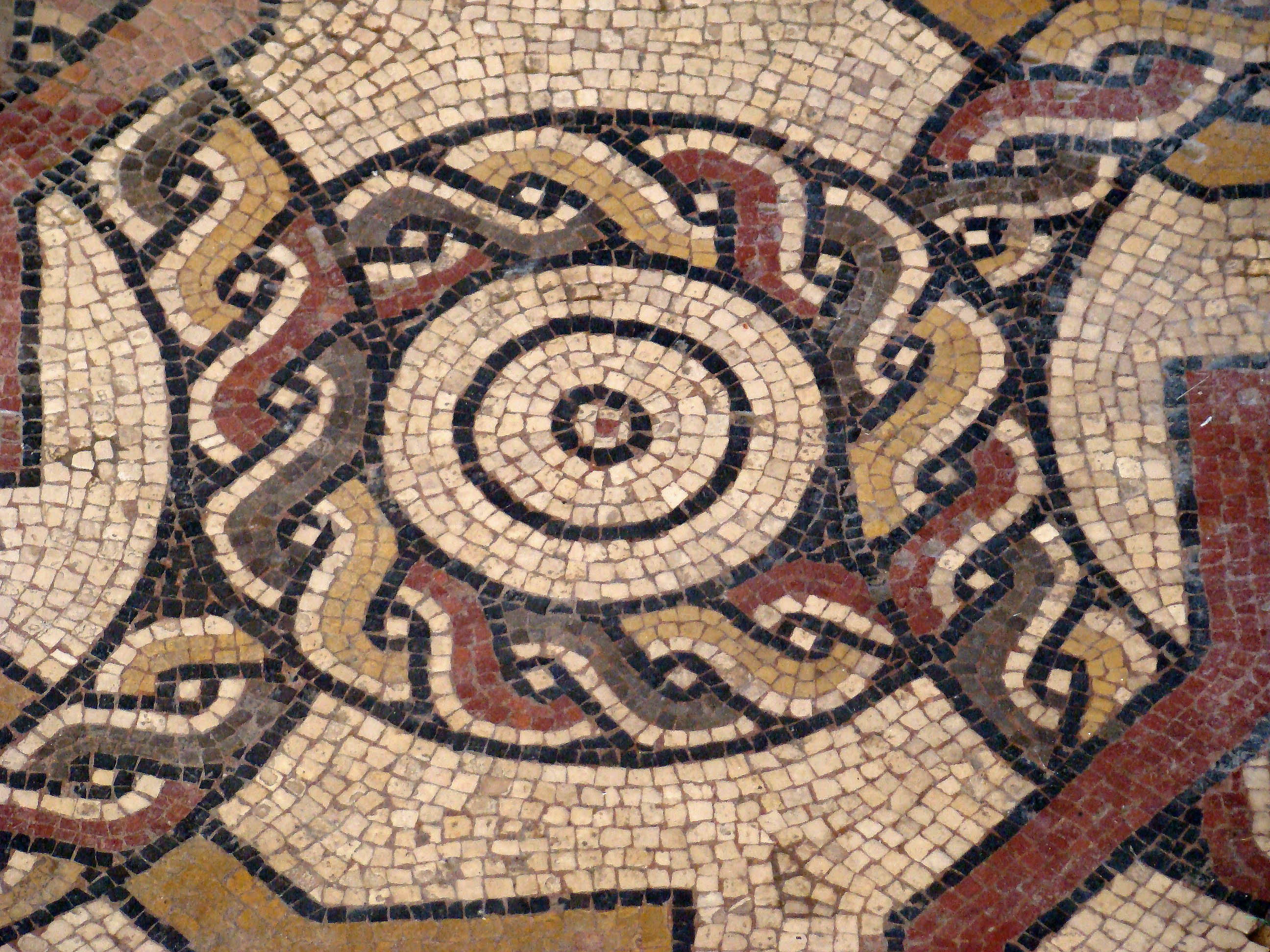
Détail d'une des mosaïques.

### Mosaïque de Pégase

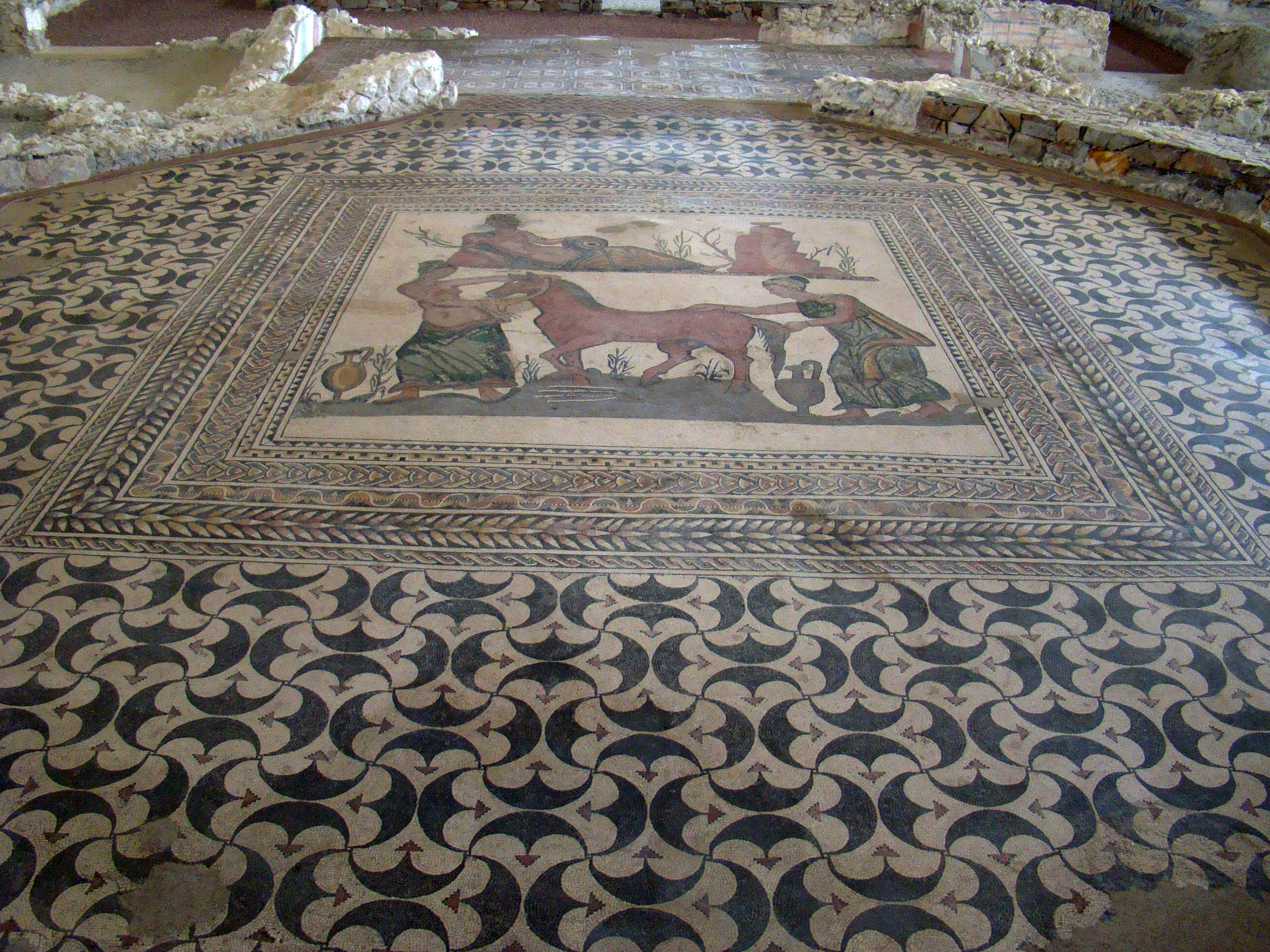
Au centre, on peut observer la scène de Pégase et la source Hippocrène.

## Protection
La villa romaine de Almenara-Puras fait l’objet d’un classement en Espagne en tant que zone archéologique au titre de bien d'intérêt culturel depuis le 20 janvier 1994.